# Hirai Shoki
Shoki Hirai (sinh ngày 4 tháng 12 năm 1987) là một cầu thủ bóng đá người Nhật Bản.

## Sự nghiệp câu lạc bộ
Shoki Hirai đã từng chơi cho Gamba Osaka, Albirex Niigata và Avispa Fukuoka.